# ديفيد-فيتال لاندري
ديفيد-فيتال لاندري هو طبيب وسياسي كندي، ولد في 14 يوليو 1866 في ميمرامكوك في كندا، وتوفي في 18 ديسمبر 1929 في باثرست ‏ في كندا. انتخب عضو الجمعية التشريعية لنيو برونزويك ‏.